# Sant'Atanasio
Sant'Atanasio ou Igreja de Santo Atanásio, conhecida também como Sant'Atanasio dei Greci ou Igreja de Santo Atanásio dos Gregos, é uma igreja titular em Roma, Itália, construída para a Universidade Grega para formação do clero católico de rito bizantino (grego) depois da fundação da Congregação para os Gregos pelo papa Gregório XIII (r. 1572–1585). Em 1872, a igreja foi entregue aos cuidados da Congregação para as Igrejas Orientais. Em 22 de fevereiro de 1962, o papa João XXIII elevou-a ao status de igreja titular. É uma das igrejas nacionais da comunidade grega na cidade.
O atual cardeal-presbítero protetor do título de Santo Atanásio é Lucian Mureşan, arcebispo-maior de Făgăraş şi Alba Iulia, na Romênia.

## Arquitetura
O layout principal da igreja foi projetado por Giacomo della Porta. A fachada está ladeada por duas torres encimadas por cúpulas e é dividida em duas seções horizontais por uma faixa de mármore. De ambos os lados de uma grande janela central está uma inscrição, uma grego e outra em latim, em homenagem a Santo Atanásio. Na torre da esquerda está um relógio doado pelo papa Clemente XIV em 1771, que fica voltado para a Universidade Grega.
Ao lado da igreja está a famosa Fontana del Babuino, uma das estátuas falantes de Roma.

## Galeria

Imagens da igreja
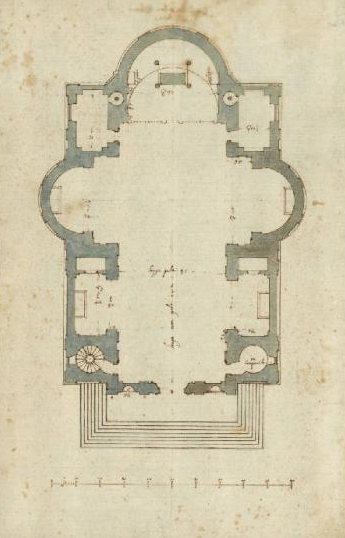
Planta da igreja.
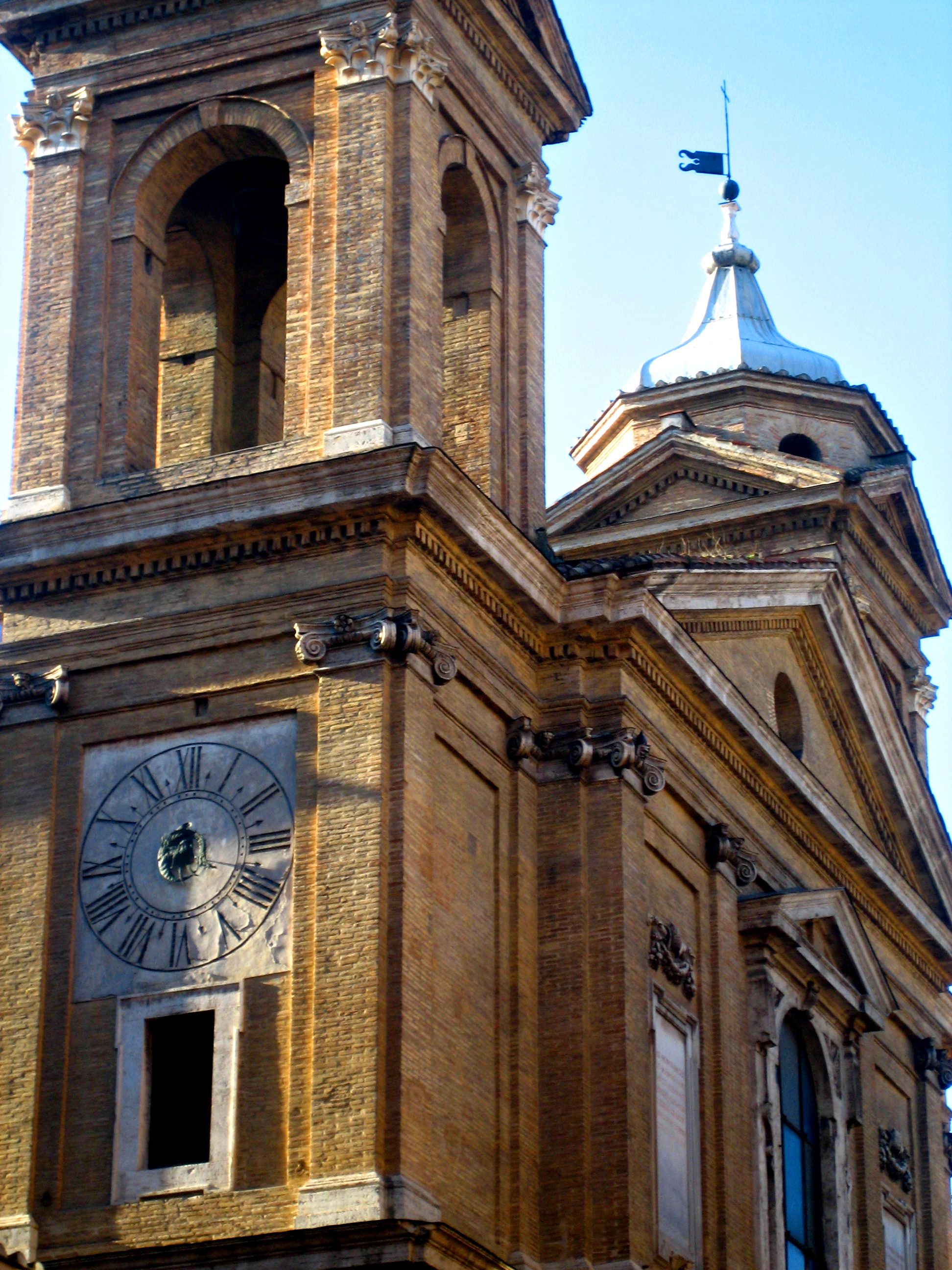
Detalhe das torres, mostrando o relógio e uma das cúpulas.
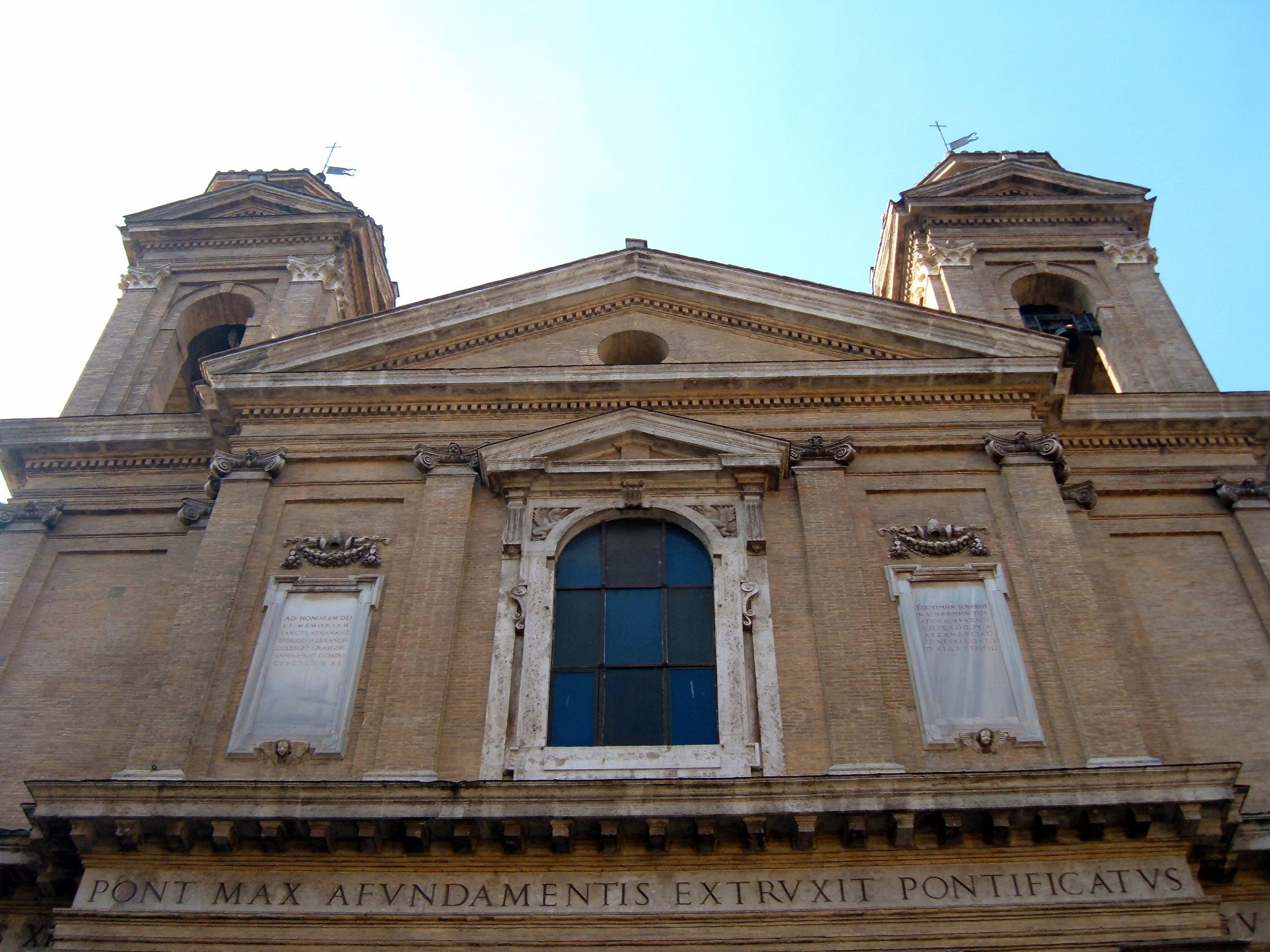
Detalhes da fachada.
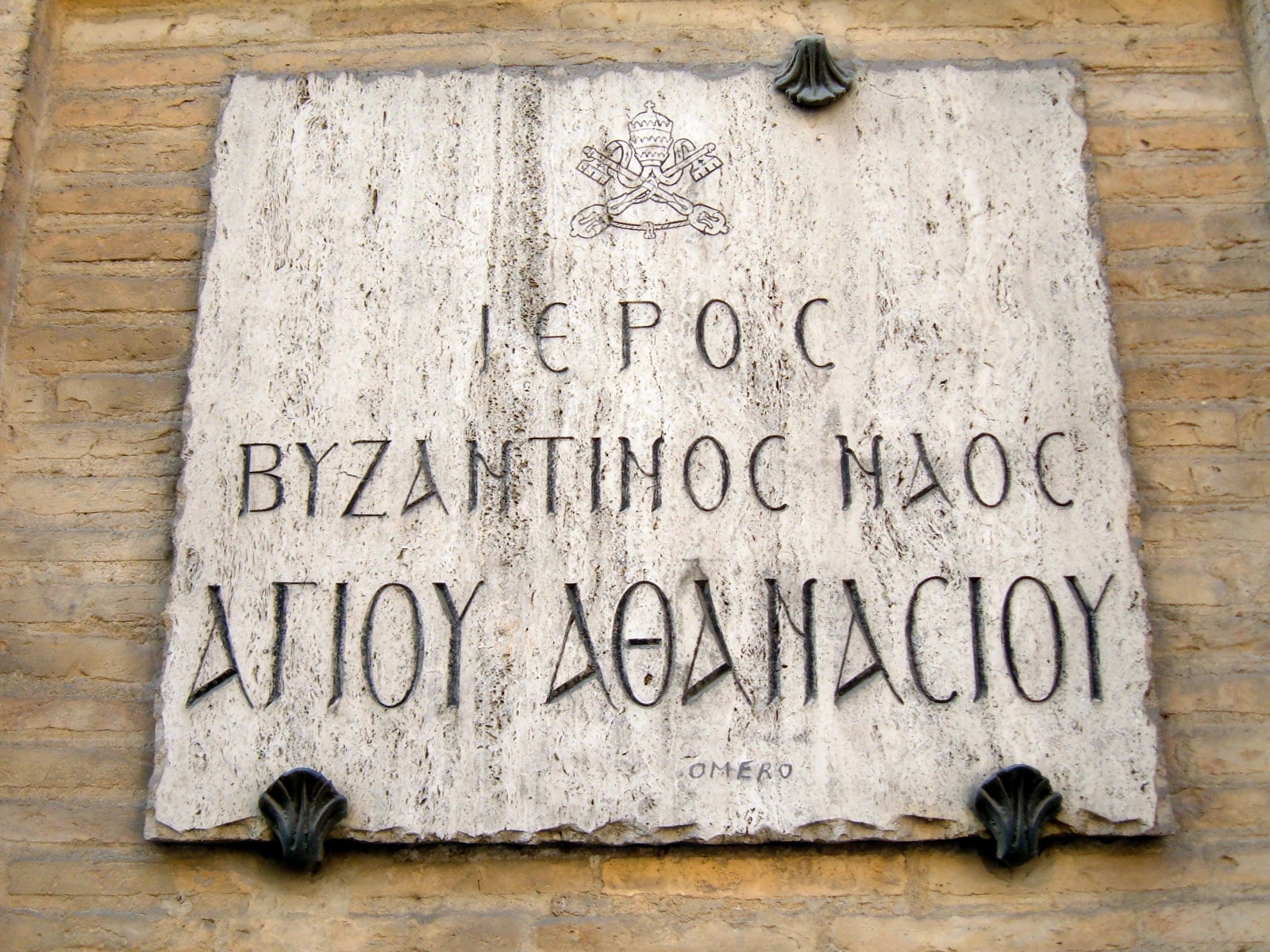
Inscrição em grego na fachada.
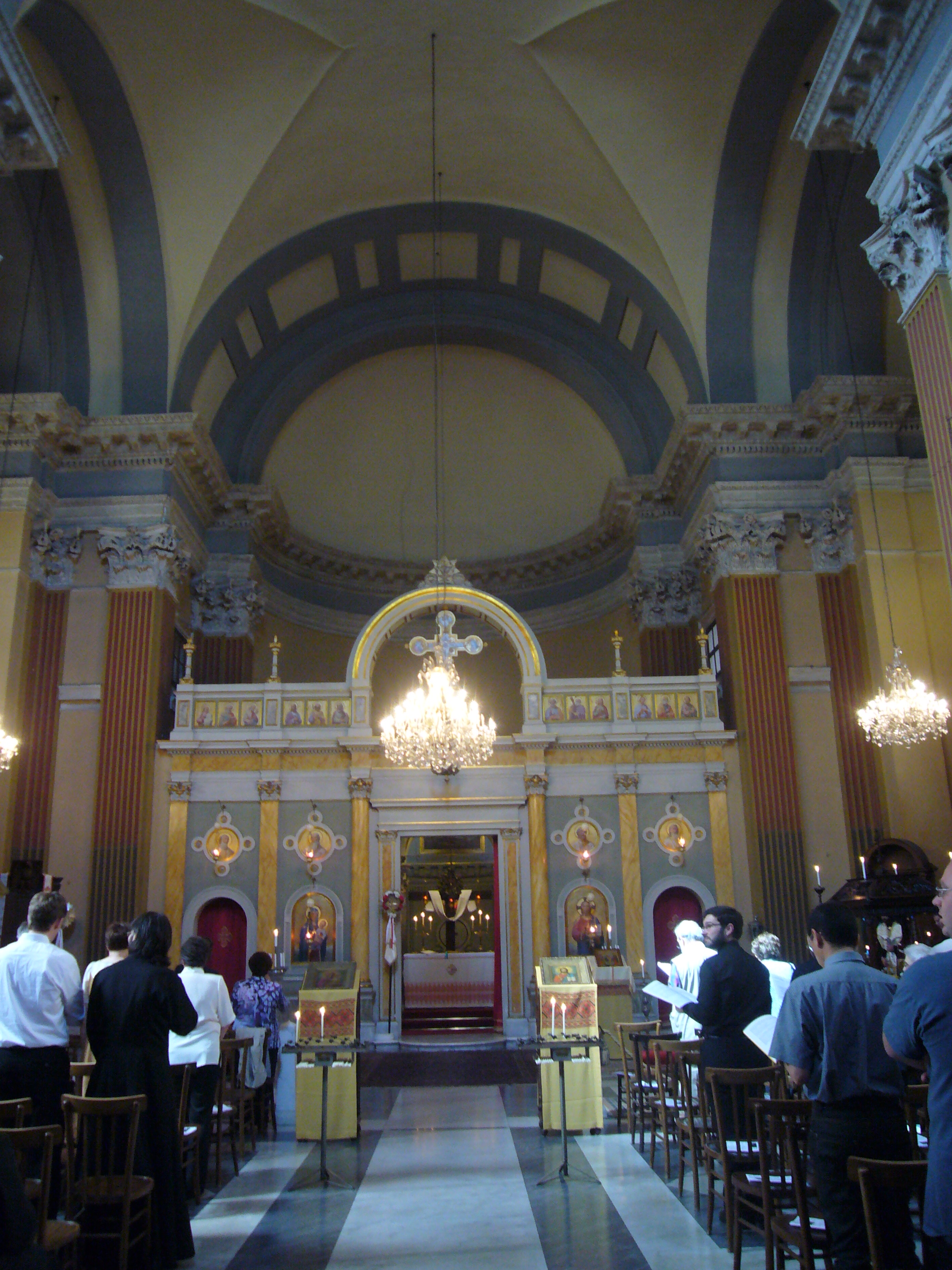
O interior simples com a típica iconóstase oriental.